# Euphorbia fimbriata
Euphorbia fimbriata är en törelväxtart som beskrevs av Giovanni Antonio Scopoli. Euphorbia fimbriata ingår i släktet törlar, och familjen törelväxter. Inga underarter finns listade i Catalogue of Life.

## Bildgalleri

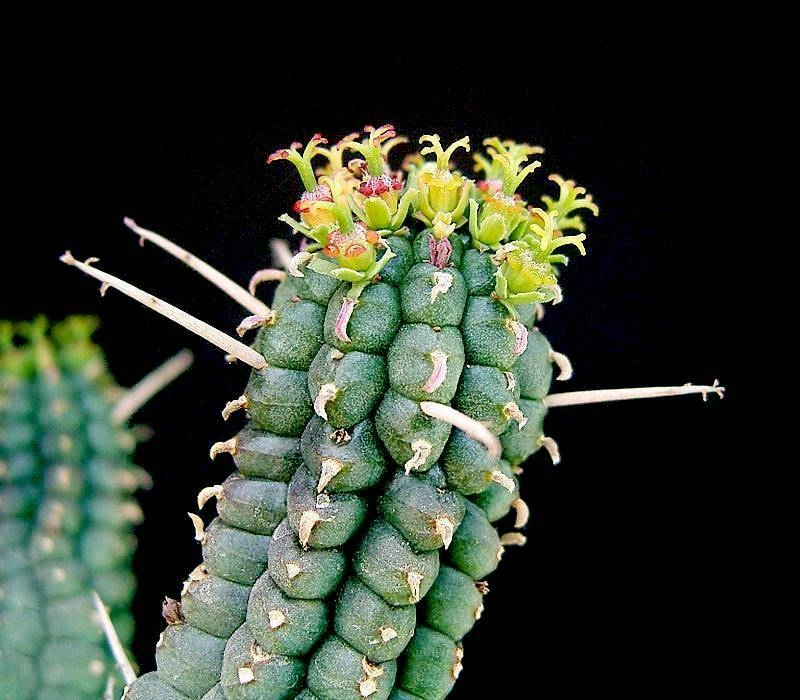
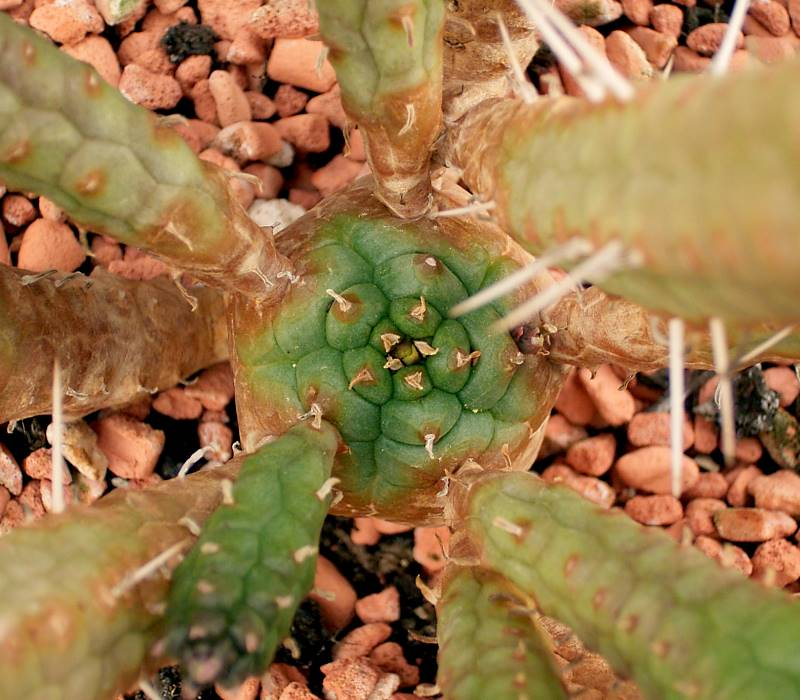
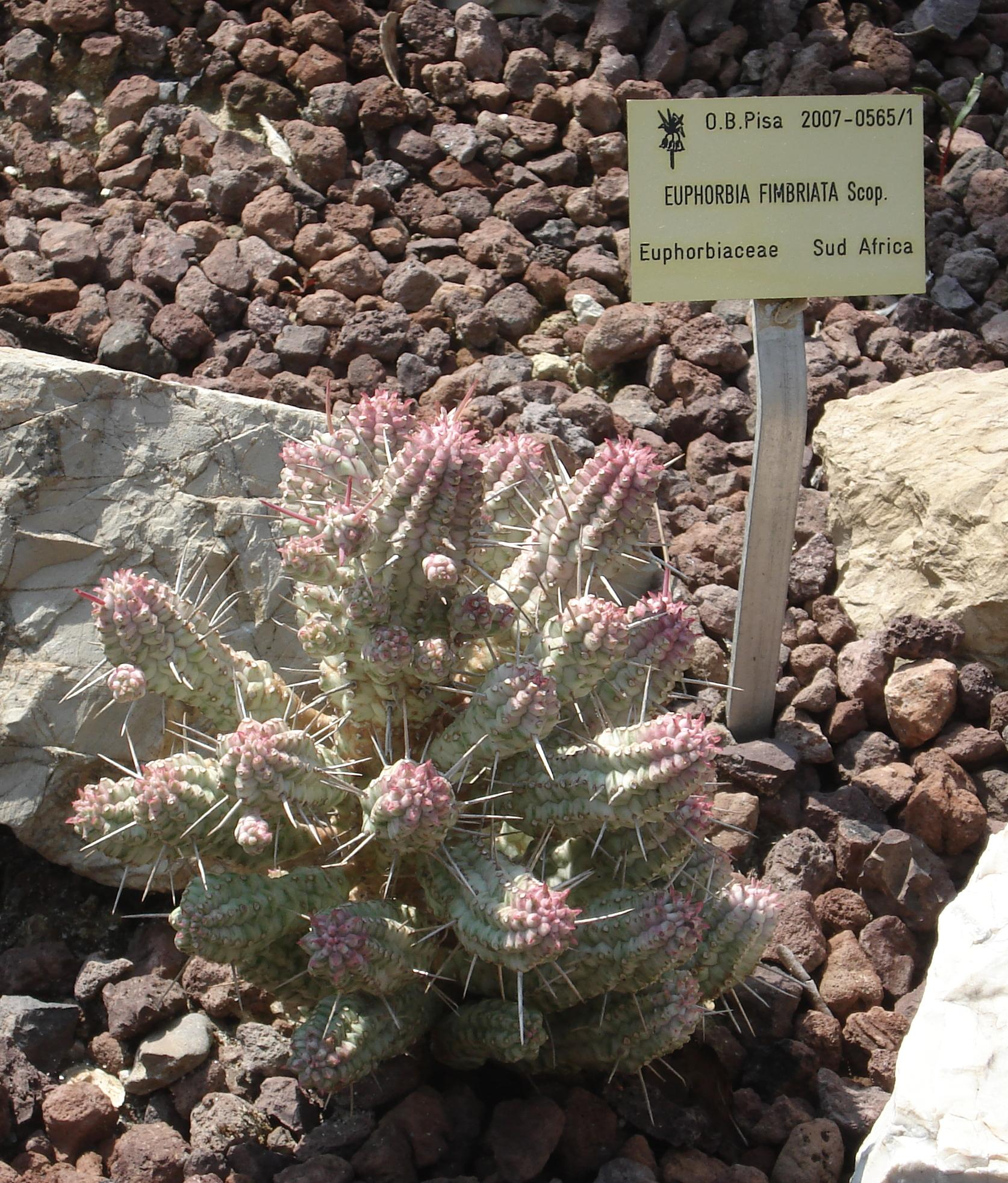